# Șpetchi, Putila
Șpetchi (în ucraineană Шпетки, transliterat: Șpetkî și în germană Szpetki) este un sat în raionul Putila din regiunea Cernăuți (Ucraina), depinzând administrativ de comuna Gura Putilei. Are 187 locuitori, preponderent ucraineni (huțuli).
Satul este situat la o altitudine de 642 metri, pe malul râului Ceremuș, în partea de nord a raionului Putila.

## Istorie
Localitatea Șpetchi a făcut parte încă de la înființare din regiunea istorică Bucovina a Principatului Moldovei. După anexarea Bucovinei de către Imperiul Habsburgic în anul 1775, localitatea Șpetchi a făcut parte din Ducatul Bucovinei, guvernat de către austrieci, făcând parte din districtul Putila (în germană Putilla). 
După Unirea Bucovinei cu România la 28 noiembrie 1918, satul Șpetchi a făcut parte din componența României, în Plasa Putilei a județului Rădăuți. Pe atunci, majoritatea populației era formată din ucraineni. 
Ca urmare a Pactului Ribbentrop-Molotov (1939), Bucovina de Nord a fost anexată de către URSS la 28 iunie 1940, reintrând în componența României în perioada 1941-1944. Apoi, Bucovina de Nord a fost reocupată de către URSS în anul 1944 și integrată în componența RSS Ucrainene. 
Începând din anul 1991, satul Șpetchi face parte din raionul Putila al regiunii Cernăuți din cadrul Ucrainei independente. Conform recensământului din 1989, din 146 locuitori, 145 s-au declarat de etnie ucraineană și unul singur de etnie rusă . În prezent, satul are 187 locuitori, preponderent ucraineni.

## Demografie
Componența lingvistică a localității Șpetchi
     Ucraineană (99,47%)
     Alte limbi (0,53%)
Conform recensământului din 2001, majoritatea populației localității Șpetchi era vorbitoare de ucraineană (99,47%), existând în minoritate și vorbitori de alte limbi.
1989: 146 (recensământ) 
2007: 187 (estimare)